# روبرت إليس ميلر
روبرت إليس ميلر (بالإنجليزية: Robert Ellis Miller)‏ هو مخرج أمريكي، ولد في 18 يوليو 1932 في نيويورك في الولايات المتحدة، وتوفي في 27 يناير 2017 في وودلاند هيلز، كاليفورنيا في الولايات المتحدة.

## وصلات خارجية
- روبرت إليس ميلر على موقع IMDb (الإنجليزية)
- روبرت إليس ميلر على موقع روتن توميتوز (الإنجليزية)
- روبرت إليس ميلر على موقع ألو سيني (الفرنسية)
- روبرت إليس ميلر على موقع أول موفي (الإنجليزية)
- روبرت إليس ميلر على موقع قاعدة بيانات الأفلام السويدية (السويدية)
- روبرت إليس ميلر على موقع ديسكوغز (الإنجليزية)
- روبرت إليس ميلر على موقع قاعدة بيانات الفيلم (الإنجليزية)
- روبرت إليس ميلر على موقع كينوبويسك (الروسية)